# NGC 352
NGC 352 é uma galáxia espiral barrada (SBb) localizada na direcção da constelação de Cetus. Possui uma declinação de -04° 14' 43" e uma ascensão recta de 1 horas, 02 minutos e 09,1 segundos.
A galáxia NGC 352 foi descoberta em 20 de Setembro de 1784 por William Herschel.